# Якушев, Вячеслав Викторович
Вячеслав Викторович Якушев (род. 2 ноября 1974) — российский учёный в области точного земледелия, информационных технологий в сельском хозяйстве, доктор сельскохозяйственных наук (2013), член-корреспондент Российской академии наук (2016).

## Биография
Родился 2 ноября 1974 г. в Смоленске, сын Виктора Петровича Якушева. Окончил Санкт-Петербургский государственный университет (1996).
- 1996—1998 инженер-программист в Ленинградском отраслевом НИИ связи,
- 1999—2000 инженер-экономист ООО Торговый дом «Эра».
- 2000—2003 старший научный сотрудник (2000), заместитель директора (2001), заведующий сектором (2001—2003) Меньковской опытной станции Агрофизического НИИ.

С 2003 г. — заведующий лабораторией информационного обеспечения точного земледелия Агрофизического НИИ.
Руководил разработкой прецизионных агротехнологий с использованием современного навигационного оборудования, управляющей бортовой электроники, спутниковой и аэрофотосъемки, а также комплекса специализированного программного обеспечения.
Один из разработчиков программного обеспечения для полевых экспериментальных работ.
Доктор сельскохозяйственных наук (2013), член-корреспондент РАН (2016).
Сочинения:
- Что такое точное земледелие? / соавт.: В. П. Якушев и др. — СПб.: АФИ, 2004. — 18 с.
- Построение и анализ эмпирических зависимостей / соавт.: В. П. Якушев, В. М. Буре; Агрофиз. НИИ. — СПб., 2005. — 35 с.
- Информационное обеспечение точного земледелия / соавт. В. П. Якушев; Агрофиз. НИИ. — СПб.: Изд-во ПИЯФ РАН, 2007. — 382 с.
- Глобальные изменения климата и прогноз рисков в сельском хозяйстве России: моногр. / соавт.: А. Л. Иванов и др. — М.: Россельхозакадемия, 2009. — 518 с.
- Рекомендации по применению технологий агрохимических, агробиологических и реабилитационных мероприятий / соавт.: А. И. Иванов, И. А. Иванов; ГНУ Агрофиз. НИИ. — СПб., 2009. — 207 с.
- Вариограммный анализ пространственной неоднородности сельскохозяйственных полей для целей точного земледелия: метод. пособие / соавт.: В. П. Якушев и др.; ГНУ Агрофиз. НИИ. — СПб.: АФИ, 2010. — 47 с.
- Точное земледелие: теория и практика: моногр. / ФГБНУ Агрофиз. НИИ. — СПб., 2016. — 363 с.